# Franz Eichhorst
Franz Eichhorst, né le 7 septembre 1885 à Berlin, et mort le 30 avril 1948 à Innsbruck, est un peintre allemand.

## Biographie
Franz Eichhorst est né le 7 septembre 1885 à Berlin.
Il peint des portraits, des scènes de guerre et surtout des scènes de la vie paysanne dans le Tyrol. Ses scènes de guerre, germano-russes pro nazies, lui valent les faveurs d'Hitler qui les collectionne.
Franz Eichhorst meurt le 30 avril 1948 à Innsbruck.

## Œuvres
- Un Homme élégant au cigare, 1928[1].
- Souvenir de Stalingrad, non daté[1].
- Le combattant de Pologne[3].